# Rupel (Jörl)
|  | Per a altres significats, vegeu «Rupel». |

Rupel és un nucli del municipi de Jörl al districte de Slesvig-Flensburg a l'estat de Slesvig-Holstein a Alemanya i és regat pel Jörlau. La principal activitat econòmica és l'agricultura malgrat el terra de landa humida poc fèrtils. L'única indústria és una fàbrica de biogàs.

## Curiositats i turisme

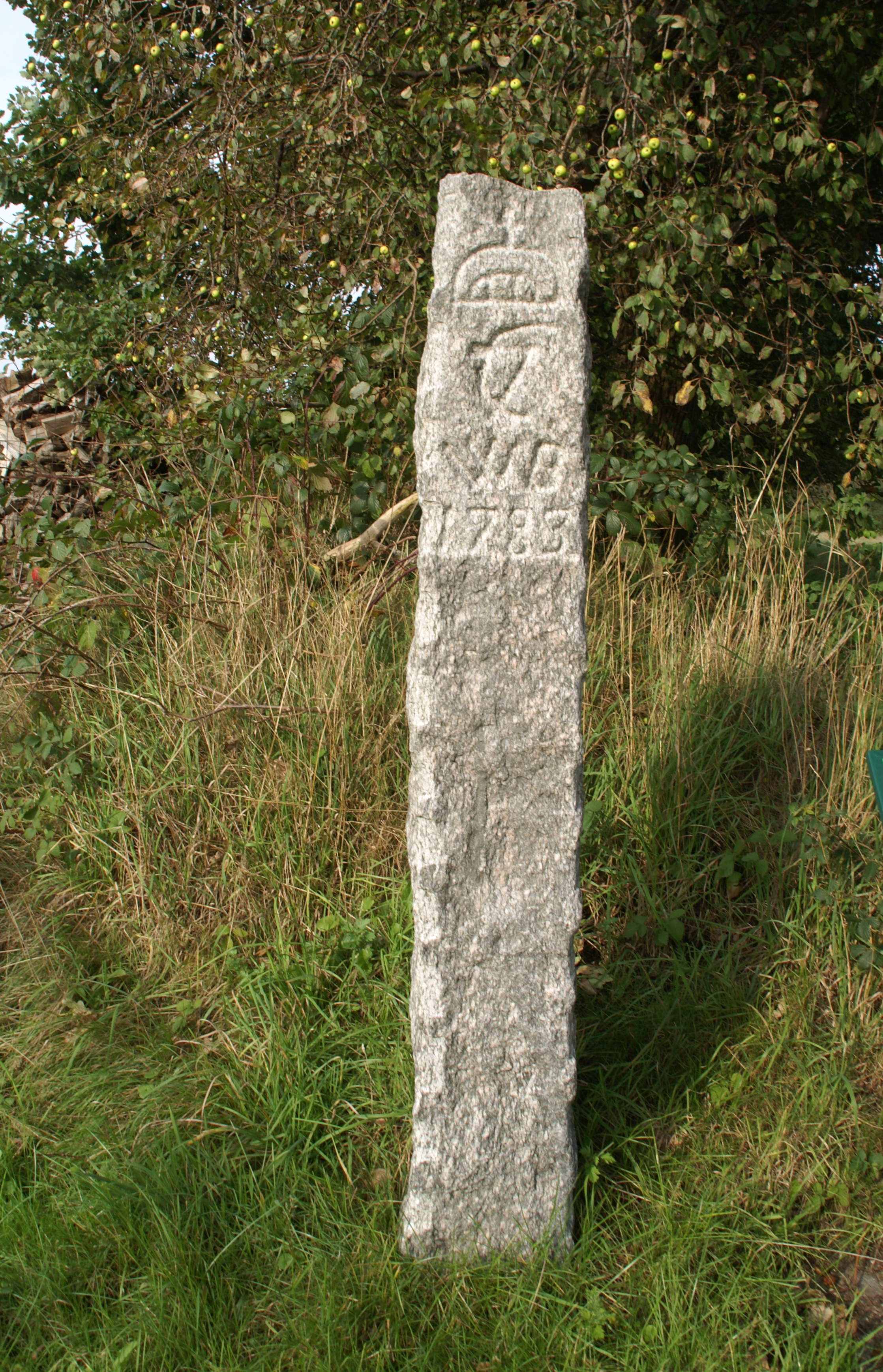
La fita o Jagdstein

- El Jagdstein del 1783, una fita erigida per ordre del rei Cristià VII de Dinamarca per a delimitar la seva caça. S'hi veu la corona, símbol del rei, el seu monograma C7, l'abreviació WB de Wildbahn o camí de caça i la data de l'erecció 1783.[1]
- Rupel es troba al sender Jörler Landschafts-Pfad (=sender dels paisatges de Jörl)
- El Rupeler Holt, un bosc i reserva natural.